# Parellipsidion latipenne
Parellipsidion latipenne är en kackerlacksart som först beskrevs av Brunner von Wattenwyl 1865.  Parellipsidion latipenne ingår i släktet Parellipsidion och familjen småkackerlackor. Inga underarter finns listade i Catalogue of Life.